# Черкасов, Анатолий Павлович
Анато́лий Па́влович Черка́сов, также известный как Толя Черкас (1924—1987) — гвардии сержант, участник Великой Отечественной войны, кавалер двух орденов Славы. В послевоенные годы стал известен как советский криминальный авторитет и «вор в законе», который во время «сучьей войны» скрывал свои награды от враждебно настроенных авторитетов. В 1970 году на «сходке» криминальных авторитетов в Киеве внёс несколько предложений, которые составили основу ныне действующего «воровского закона» для организованных преступных группировок, действующих на постсоветском пространстве.

## Биография
Родился 1 января 1924 года: по одним данным, в Свердловске, по другим — в Рязанской области, в селе Гремячка Скопинского (ныне Пронского) района. Согласно некоторым утверждениям, приписываемым часто генерал-лейтенанту милиции Александру Гурову, Черкасов якобы отбывал накануне войны 5-летний срок лишения свободы за серию грабежей.

### Участие в войне
Призван в РККА в 1942 году в отделение разведки 7-й батареи 214-го гвардейского гаубичного артполка 8-й гвардейской гаубичной артиллерийской бригады (3-я гвардейской артиллерийской дивизии прорыва РВГК) (согласно документам, призван в августе 1942 года Свердловским городским военкоматом). На фронте с июля 1943 года. Участвовал в Оршанской наступательной операции войск Западного фронта. 11 ноября 1943 года Черкасов был отправлен на задание по установке стабильной связи с командирами стрелковых рот полка из 251-й стрелковой дивизии майора А. А. Вольхина. Установив контакты с соседями, он обследовал нейтральную полосу и выяснил, что немцы под прикрытием плохой погоды в условиях ограниченной видимости готовят силы для частного контрудара. Благодаря данным Черкасова по немцам удалось нанести упреждающий огневой удар и сорвать их планы, за что Анатолий Павлович приказ командира 214-го гвардейского гаубичного артиллерийского полка от 5 декабря 1943 года был награждён медалью «За отвагу».
3 февраля 1944 года Черкасов в составе той же 8-й гвардейской гаубичной артиллерийской бригады участвовал в Витебской наступательной операции, осуществляемой силами 33-й армии по распоряжению генерала В. Д. Соколовского. 5 февраля 1944 года 214-й гвардейский гаубичный артиллерийский полк, где служил Черкасов, поддерживал полки 164-й стрелковой дивизии полковника С. И. Становского в наступлении на Букштыны, который оборонял 431-й гренадерский полк из состава 131-й пехотной дивизии вермахта. Наступление срывалось из-за того, что 256-я танковая бригада не подошла на помощь дивизии, потеряв 8 танков в болоте, ещё 3 танка в глубине обороны противника и ещё 5 танков в бою. К 5 февраля потери были серьёзными, и Черкасов повёл подразделение автоматчиков на штурм населённого пункта, получив ранение, но не выйдя из боя. Его подразделение попало под пулемётный огонь, но Черкасов вывел солдат из-под огня и получил второе ранение, после чего был эвакуирован. Черкасов приказом командира 3-й гвардейской артиллерийской дивизии прорыва РГК от 27 марта 1944 был награждён орденом Славы III степени, а потерявшие огромное количество солдат и офицеров Соколовский и Становский были сняты со своих должностей.
В октябре 1944 года Черкасов отличился в районе Ишкарта, будучи на тот момент командиром отделения разведки 7-й батареи 214-го гвардейского гаубичного артполка и имея звание гвардии младшего сержанта. Приказом командира 214-го гвардейского гаубичного артиллерийского полка от 15 октября 1944 года Черкас был награждён второй медалью «За отвагу» за то, что благодаря его информации артиллерия уничтожила три цели. В конце войны участвовал в Восточно-Прусской операции в составе сил 5-й армии 3-го Белорусского фронта, воюя против группировки вермахта под командованием генерал-фельдмаршала Фердинанда Шернера. В конце января 1945 года Черкасов, находясь в боевых порядках 63-й стрелковой дивизии генерала Н. М. Ласкина, в районе Фришинга обнаружил замаскированную САУ, противотанковую пушку, миномётную батарею, два наблюдательных пункта противника, 5 блиндажей и 4 пулемётные точки. Играя роль наводчика, Черкасов передал информацию 214-му гвардейскому гаубичному артиллерийскому полку, который уничтожил позицию противника, а после этого на нейтральной полосе обнаружил силы пехоты, готовящиеся к контрудару, которые также были уничтожены артиллерией полка. 28 января в районе Гросс-Лаут был ранен в грудь, но от эвакуации отказался, продолжая вести наблюдение за противником. За все совершённые подвиги 24 марта 1945 года фронтовым приказом войскам 5-й армии награждён орденом Славы II степени. Вопреки заявлениям Гурова, в боях за Берлин Черкасов не участвовал, однако действительно закончил войну с двумя орденами Славы и пятью медалями.
В 1985 году по случаю 40-летия Победы награждён Орденом Отечественной войны I степени как участник боевых действий.

### Сучья война
После войны Черкас был снова осуждён и попал в тюрьму. Считается, что это произошло в 1946 году в Ростове-на-Дону после попытки кражи: по распространённой истории, Черкас, не выдержав оскорблений от оперативника, ударил его табуреткой по голове и получил вдобавок срок за нападение на сотрудника милиции. Участвовал в «сучьей войне» против «старых» воров в законе, запрещавших любое сотрудничество с властью; утаивал от старых законников государственные награды. В 1950 году этапирован в Воркуту вместе с другим вором в законе и участником войны, Василием Пивоваровым по кличке «Салавар», капитаном разведроты (убит в 1950 году в Караганде). По итогам ряда сходок воры в законе приняли решение не считать воевавших на фронте предателями, хотя против этого выступал Владимир Бабушкин по кличке «Вася Бриллиант», с которым у Черкасова долгое время была вражда.

### Дальнейшая деятельность
В 1970 году Черкасов в Киеве на встрече «законников» добился пересмотра ряда положений в преступном мире. В частности, он добился отмены требования для воров в законе обязательно находиться в тюрьме и лишь изредка выходить на свободу, а защиту их интересов в МЛС доверить «положенцам» и «смотрящим». Черкас также выступил за обложение данью (т.е. рэкет) группы лиц, которые в подобном случае побоятся обращаться в милицию, так как сами нарушают закон — к этой категории относились «цеховики» (подпольные предприниматели), наркодельцы и сутенёры. На основании этого Черкасову приписывают появление рэкета в СССР. Помимо этого, он предложил устроить «крышу» для спекулянтов и сомнительных чиновников и использовать их в интересах самих воров, давая нечистым на руку сотрудникам взятки. Наконец, Черкас убедил воров в законе в случае, если милиция потребует от них путём угрозы подписать заявление об отказе «от преступной деятельности», подписывать эту бумагу, но при этом, следуя старому воровскому закону, не сдерживать никогда данного милиции подобного обещания.
Предложенные Черкасовым идеи стали обязательными пунктами неписаного «воровского кодекса» для членов ОПГ на территории бывшего СССР. Сам Черкасов в 1970-е годы был несколько раз осуждён за кражи: в 1974 году за кражу и сопротивление сотруднику милиции получил 4 года тюрьмы (отбывал наказание в Оренбургской области, освобождён по амнистии 9 июля 1975 года), в 1977 году задержан повторно по обвинению в краже и перенаправлен в психиатрическую лечебницу №5, в 1978 году за попытку кражи осуждён Октябрьским судом Москвы на 1 год и 2 месяца колонии строгого режима, но освободился через месяц. В 1979 году в третий раз официально осуждён за кражу на 2 года строго режима, отбывал наказание в СТ-2 (Владимирский централ), условно-досрочно освобождён 4 декабря 1980 года по амнистии.
В конце 1970-х годов Черкасов пошёл на контакт с КГБ СССР, отправив в приёмную УКГБ на Кузнецком своего человека, который сообщил об угрозе нашествия кавказских преступных группировок в Москву накануне Олимпиады 1980 года. На связь с Черкасовым вышли представители 7-го управления КГБ СССР (службы наружного наблюдения): правдоподобность сообщения подтверждалась тем, что к тому моменту была установлена причастность Юрия Лакобы (он же «Хаджарат» и «Ваджакет») к поджогу гостиницы «Россия». Предупреждение Черкаса восприняли всерьёз, сумев предотвратить «центровой террор». В 1985 году, однако, Черкасов был осуждён за распространение порнографических материалов на 2 с половиной года, отбывал наказание в колонии ИК-6 (Иковка, Курганская область), освобождён по амнистии 31 июля 1987 года. По словам генерала Гурова, Черкасов после ареста безуспешно просил переквалифицировать обвинение на хранение наркотических веществ или оружия, намекая на то, что само уголовное дело было сфабриковано. Считается, что Черкасов оказал влияние на формирование личности Вячеслава Иванькова.
Умер 16 октября 1987 года в Москве, похоронен там же, на Головинском кладбище.

## Награды
За время службы отмечен следующими наградами:
- Медаль «За отвагу» (5 декабря 1943)[7]
- Орден Славы III степени (27 марта 1944) — за образцовое выполнение боевых заданий командования на фронте борьбы с немецкими захватчиками и проявленные при этом доблесть и мужество[6]
- Медаль «За отвагу» (15 октября 1944)[5]
- Орден Славы II степени (приказ Военного совета 5-й армии от 24 марта 1945) — за образцовое выполнение боевых заданий Командования на фронте борьбы с немецкими захватчиками и проявленные при этом доблесть и мужество[8]
- Орден Отечественной войны I степени (6 апреля 1985)[9]

По словам Александра Гурова, у Черкасова на момент задержания в 1985 году было два ордена и пять медалей.